# Y2K (film)
Y2K är en amerikansk skräckkomedi som hade premiär den 6 december 2024, och visades ursprungligen på festivalen South by Southwest den 9 mars 2024. Filmen är regisserad och skriven av Kyle Mooney, med manusbidrag från Evan Winter. Distributionen sker genom filmbolaget A24.

## Handling
Filmen utspelar sig på nyårsafton 1999, precis innan millennieskiftet. Handligen är en fantasifull tolkning av millenniebuggen, där allt efter midnatt förvandlas till en mardröm för ett gäng ungdomar.

## Rollista[7]
- Jaeden Martell - Eli
- Rachel Zegler - Laura
- Julian Dennison - Danny
- Daniel Zolghadri - CJ
- Lachlan Watson - Ash
- Fred Durst - sig själv
- Kyle Mooney - Garrett
- Eduardo Franco - Farkas
- Mason Gooding - Jonas
- The Kid Laroi - Soccer Chris
- Lauren Balone - Raleigh
- Alicia Silverstone - Robin
- Tim Heidecker - Howard
- Maureen Sebastian - Cheryl
- Miles Robbins - Nugz
- Ellie Ricker - Madison
- Jacob Moskovitz - Trevor
- Daniel Dale - Swinger
- Luca R Stagnitta - Aiden
- Anzi DeBenedetto - Skater
- Zachary Clark - Cory Flock
- Frank Langley - Screenslayer V2/V3
- Kevin Mangold - Cool Blue